# Starý železniční most u Červené nad Vltavou
Starý železniční most u Červené nad Vltavou byl vystavěn v letech 1886–1889 jako součást železniční trati Tábor–Ražice. Otevřen byl 20. listopadu 1889, železniční provoz na něm byl ukončen 14. srpna 2024 (v listopadu 2024 byl zprovozněn nový, souběžně vedoucí Schwarzenberský most). Je 253 metrů dlouhý, 68 metrů vysoký, váží 940 tun a obsahuje 329 000 nýtů. Most vyrobila Pražská mostárna za 510 000 zlatých. Byl vybudován jako součást Českomoravské transverzálky. Ve své době byl druhou nejvyšší mostní stavbou v celém Rakousku a zaujal tak hned druhé místo za mostem Trisana v Alpách. Před napuštěním orlické přehrady byly jeho dva kamenné pilíře zpevněny. V roce 1988 byl zapsán jako kulturní památka. S účinností k 20. říjnu 2016 ministerstvo kultury deklaratorním rozhodnutím prohlásilo, že zápis nebyl platný a tedy most není kulturní památkou. Od 27. 10. 2021 se opět jedná o kulturní památku pod. rejst. č. ÚSKP 106761.

## Nahrazení mostu a úvahy o zachování starého mostu
Zhruba na jaře 2019 se začalo mluvit o tom, že most není v dobrém stavu, kvůli zastaralé ocelové konstrukci nevyhovuje železniční dopravě a měl by být zbourán a nahrazen zcela novým mostem s podobnou konstrukcí jako Žďákovský most. Ředitel jihočeské organizační jednotky Správy železnic Petr Hofhanzl uváděl, že pro potřeby železnice je stávající most kvůli havarijnímu stavu nosné ocelové konstrukce dál nepoužitelný a na základě podrobného statického přepočtu a průzkumu bylo rozhodnuto o jeho likvidaci a výstavbě nového mostu. Nová ocelová konstrukce podle současných norem by byla výrazně těžší a toto zvýšené zatížení by neunesla stávající spodní stavba, která by se musela nahradit. Proto byla zvolena stavba nového mostu v jiné poloze, což je výhodnější i proto, že po dobu jeho výstavby nemusí být železniční provoz omezen. Na začátek května 2020 Správa železnic připravovala zahájení výběrového řízení na stavbu nového mostu.
Aktivista Karel Holl prosazoval zachování mostu jako technické památky a navrhl železniční správě nahradit kolejové těleso cestou pro pěší turistiku a cyklistiku. Pro případ likvidace mostu navrhoval možnost využití nového železničního mostu také pro pěší turistiku a cyklisty. Správa železnic vyjádřila ochotu předat stávající most do vlastnictví a správy novému vlastníkovi, například Jihočeskému kraji. S ohledem na dezolátní stav stávající ocelové konstrukce by ale bylo nutné podrobné posouzení sanace stávající ocelové konstrukce pro využití cyklostezkou a pěším provozem. Správa železnic deklarovala, že v takovém případě je připravena část předpokládaných nákladů na demolici mostu použít na sanaci stávající ocelové konstrukce. Upozornila však na architektonickou problematičnost situace, kdy by stály dva mosty různé konstrukce vedle sebe, a na náklady spojené s údržbou stávajícího mostu, které lze do budoucna odhadovat až na sto milionů korun každých 25 let, a nutnost zajištění přístupových cest. Stejně tak Správa železnic vyjádřila připravenost jednat i o spolupráci a spoluúčasti na úpravě projektu nového mostu s cílem vybudovat zde současně lávku pro pěší a cykloturisty.
Karel Holl výsledky svého jednání se Správou železnic předal prostřednictvím hejtmana Jana Zahradníka Jihočeskému kraji. Hejtman záležitost projednal a nová hejtmanka Ivana Stráská pak Karlu Hollovi ve druhé polovině ledna 2020 odpověděla, že nový most, železobetonový obloukový, by měl podle plánu být postaven mezi zářím 2020 a dubnem 2022 a původní most by podle téhož plánu měl být snesen. Zároveň hejtmanka potvrdila, že původní most by mohl po jisté úpravě nadále sloužit ještě dlouhou řadu let pro pěší a cyklisty a zachování mostu pro tento účel by bylo ekonomicky výhodnější než jeho likvidace. Pro zachování původního mostu se rovněž vyjadřují okolní obce, Klub českých turistů, památkáři i Jihočeská centrála cestovního ruchu. Správa železnic doporučovala svolat jednání, kde by se vyjasnila možnost převodu mostu na Jihočeský kraj, jednání ohledně zachování původního mostu však byla kvůli koronavirové epidemii odložena.
V roce 1988 byl zapsán jako kulturní památka. S účinností k 20. říjnu 2016 ministerstvo kultury deklaratorním rozhodnutím prohlásilo, že zápis nebyl platný a tedy most není kulturní památkou. Rozhodnutí o zápisu mezi památky ani deklaratorní rozhodnutí o neexistenci památkové ochrany však nejsou v Památkovém katalogu dostupné a tedy ani není zveřejněno, na čí podnět byla tato rozhodnutí vydána. Ředitel Národního památkového ústavu v Českých Budějovicích Daniel Šnejd v roce 2020 řekl, že pokud by byl stávající železniční most na Červené nad Vltavou zachován, bude okamžitě žádat o zpětné zařazení mezi památky.
V roce 2021 byl most opět prohlášen za kulturní památku a Správa železnic tak musela upustit od jeho zbourání. Provoz na mostě skončil 14. srpna 2024. V plánech je jeho převod na spolek Viadukt, který jej chce přebudovat na kulturní prostor a cyklostezku.

## Schwarzenberský most
V listopadu 2024 byl otevřen v osové vzdálenosti 9 m severně nový železniční most. Jedná se o železobetonový obloukový most, který je s rozpětím 156 m největším v Česku. Most byl pojmenován po šlechtickém rodu Schwarzenbergů, který je s regionem spojen a po jehož pozemcích se stavbaři pohybovali.

## Galerie

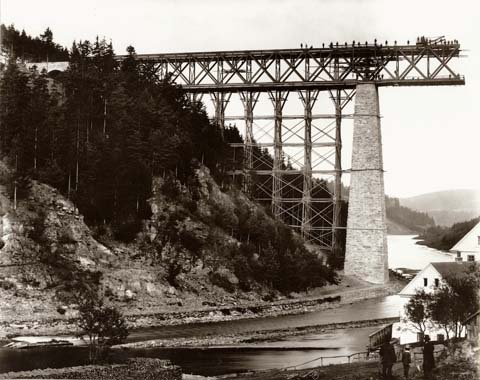
Jindřich Eckert: Stavba železničního mostu, fotografie, 1889
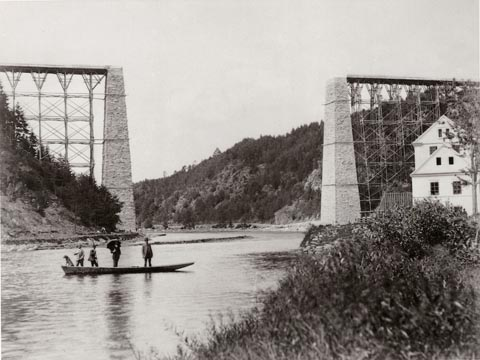
Jindřich Eckert: Stavba železničního mostu, fotografie, 1889
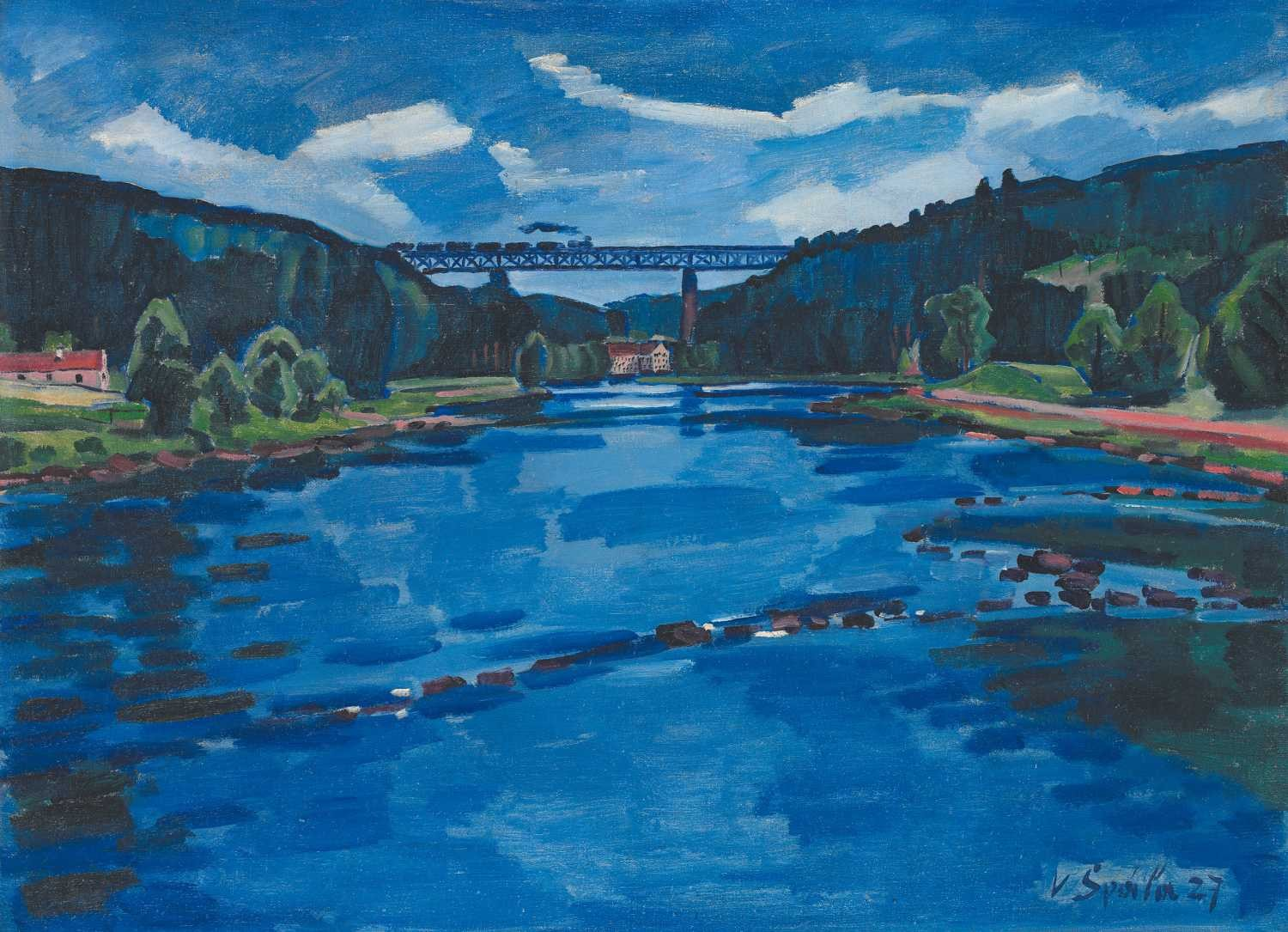
Václav Špála: Krajina u Červené nad Vltavou, malba, 1927
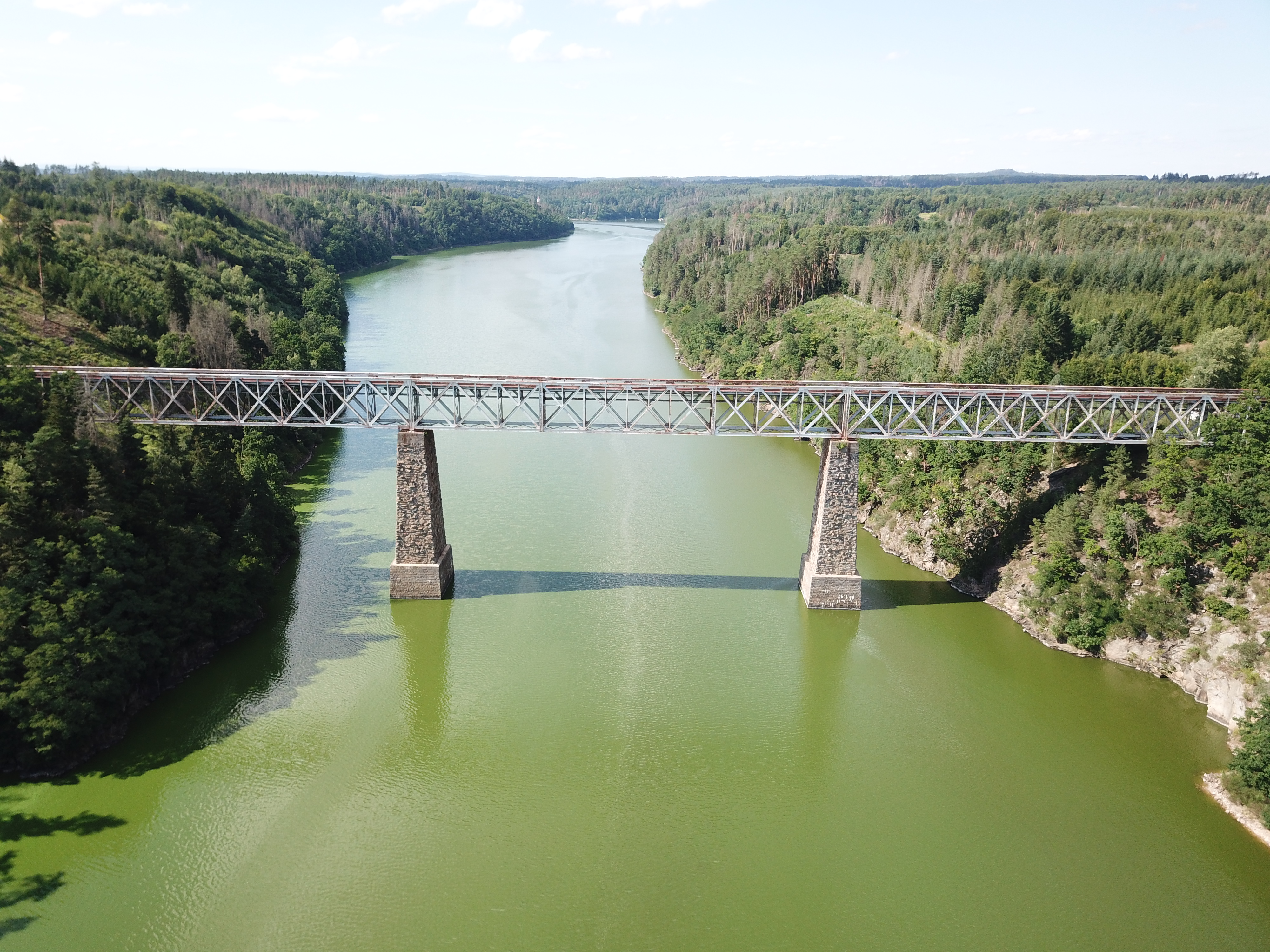
Pohled seshora, 2021